# متحف درينتس
متحف درينتس (تنطق بالهولندية: [ˈdrɛnts myˈzeːjʏm]) هو متحف فني وتاريخي في أسن بمقاطعة درينته في هولندا. تم افتتاح المتحف عام 1854. وبه مجموعة من قبل التاريخ، تحف ما قبل التاريخ، فنون تطبيقية، وفنون مرئية. يحوي المتحف أيضاً معارض مؤقتة. عام 2013 بلغ عدد زواره 227,000 زائر.